# Хухумис, Диамантис
Диамантис Хухумис (греч. Διαμαντής Χουχούμης; род. 17 июля 1994, Аливери, Греция) — греческий футболист, защитник. В настоящее время выступает за сербскую «Войводину».

## Карьера
До 2012 года на молодёжном уровне выступал за «Панатинаикос». 29 октября дебютировал в основном составе в гостевом матче против ОФИ. Диамантис вышел на поле в стартовом составе, а на 14 минуте получил жёлтую карточку. Матч закончился ничьей 2:2. Летом 2017 года перешёл в словацкий «Слован». За год Хухумил провёл в составе бело-голубых 20 матчей.
В июле 2018 года стал игроком сербской «Войводины». Дебютировал в основе 20 июля в матче против «Младости», выйдя на поле на 73-й минуте матча вместо своего соотечественника Немани Милоевича.
Выступал за юношескую сборную Греции (до 19 лет) в отборочном турнире чемпионата Европы 2013, куда однако греки пробиться не смогли.